# José Padilha
José Padilha (ur. 1 sierpnia 1967 w Rio de Janeiro) – brazylijski reżyser, scenarzysta i producent filmowy. Laureat Złotego Niedźwiedzia na 58. MFF w Berlinie za film Elitarni (2007).

## Życiorys
Urodził się w Rio de Janeiro. W swoim rodzinnym mieście studiował nauki polityczne i ekonomiczne, po czym kontynuował naukę na Uniwersytecie w Oksfordzie, gdzie studiował stosunki polityczne i literaturę angielską.
Od 2000 kręcił filmy dokumentalne poruszające problematykę społeczną wielkich brazylijskich metropolii, w tym nagradzany na wielu festiwalach Autobus 174 (2002). Jego debiut fabularny Elitarni (2007) przyniósł mu Złotego Niedźwiedzia na 58. Berlinale. Tematykę filmu kontynuował sequelem Elitarni – Ostatnie starcie (2010).
Jest producentem i reżyserem dwóch odcinków serialu Narcos, dostępnego na platformie Netflix. W serialu w główną rolę Pabla Escobara wcielił się brazylijski aktor Wagner Moura, znany z ról w filmach Padilhi.
Ostatnia fabuła reżysera, Siedem dni (2018), zaprezentowana została w ramach pokazów pozakonkursowych na 68. MFF w Berlinie.

## Filmografia

### Reżyser

#### Filmy dokumentalne
- 2002: Autobus 174 (Ônibus 174)
- 2009: Garapa
- 2010: Plemienne tajemnice (Secrets of the Tribe)

#### Filmy fabularne
- 2007: Elitarni (Tropa de Elite)
- 2010: Elitarni – Ostatnie starcie (Tropa de Elite 2: O Inimigo Agora é Outro)
- 2014: RoboCop
- 2014: Rio, I Love You (Rio, Eu Te Amo) - epizod Inútil Paisagem
- 2018: Siedem dni (Entebbe)

#### Seriale telewizyjne
- 2015: Narcos - 2 odcinki
- 2018: Dobrze naoliwiona maszyna (O Mecanismo)[2][3]